# Jacques Monod
Jacques Lucien Monod (Párizs, 1910. február 9. – Cannes, 1976. május 31.) francia mikrobiológus, genetikus. 1965-ben François Jacobbal és André Lwoff-fal közösen elnyerte az orvostudományi Nobel-díjat „az enzim- és vírustermelés genetikai szabályozásának felfedezéséért”.

## Ifjúsága
Apja Lucien Monod arcképfestő, anyja az amerikai Milwaukee-ből származó Charlotte Todd volt. 1917-ben a család Dél-Franciaországba, Cannes-ba költözött és Jacques itt nőtt fel. Gyerekkorában vitorlázott, sziklát mászott, fosszíliákat keresett, macskákat boncolt és megtanult csellón játszani. 16 éves korára elhatározta, hogy biológus lesz.
Miután elvégezte a Lycée de Cannes-t, 1928-tól a párizsi Sorbonne-on tanult biológiát, ahol olyan tanárai voltak, mint a mikrobiológus André Lwoff vagy a genetikus Boris Ephrussi. 1931-ben BSc fokozatot szerzett és elkezdte doktori tanulmányait.
1936-ban Ephrussi magával vitte Amerikába a California Institute of Technology-ba, ahol a génkutatás akkori fellegvára volt. Ephrussi későbbi könyvében úgy írt, hogy Monod csak szégyent hozott rá, mert ellógta a tanulmányait és a tudomány helyett inkább a zenével foglalkozott; helyi milliomosoknak adott koncerteket. Monod egy évvel később visszatért Franciaországba, hogy befejezze doktori disszertációját. André Lwoff tanácsára bakteriológiai témát választott, a baktériumok laboratóriumi tenyésztéséről és 1941-ben megkapta PhD fokozatát.
Időközben kitört a második világháború és Franciaország nagy része német megszállás alá került. Jacques Monod csatlakozott az ellenállási mozgalomhoz, ahol hamarosan fontos szerephez jutott. A szövetségesek partraszállása előtt megszervezte az ejtőernyővel ledobott fegyverek szétosztását, vasúti robbantásokban és a német levélforgalom átvizsgálásában vett részt. Tevékenységéért a háború után tiszteletbeli őrnaggyá avatták és megkapta a katonai Becsületrendet, a croix de guerre-t (francia hadikeresztet) és az amerikai Bronzcsillagot.

## Tudományos munkássága
A háború után Monod visszatért a Pasteur Intézetbe és a tudományos munkához. Folytatta bakteriológiai kutatásait, elsősorban az Escherichia coli cukor-metabolizmusának szabályozása érdekelte. A baktériumok sokféle szénhidrátot képesek feldolgozni, de az ezekhez szükséges enzimeket nem termelik, csak ha szükség van rájuk, vagyis az adott cukor megtalálható a környezetben. 1958-ban kezdte el közös munkáját a szintén a Pasteur Intézetben dolgozó François Jacobbal, aki a baktériumokat megfertőző vírusok génjeinek ki- és bekapcsolódását tanulmányozta. A két kutató felfedezte, hogy létezik egy fehérje, amely a laktóz feldolgozásához szükséges enzimek génjeit egészen addig blokkolja, amíg a laktóz nem áll a sejt rendelkezésére. Ők voltak az elsők, akik génregulátor fehérjét tudtak kimutatni. Ezenfelül közreműködtek annak felismerésében, hogy a cukrokat feldolgozó enzimek nagyobb egységekbe, operonokba szerveződnek.
Monod 1945-től laboratóriumvezető, 1954-től a sejtes biokémia részleg igazgatója volt, 1959-ben pedig a Sorbonne anyagcserekémiai professzora lett. 1967-ben kinevezték a Collège de France professzorává, 1971-ben pedig a Pasteur Intézet igazgatójává.

## Nézetei
Földalatti tevékenysége során ismerkedett meg Albert Camus-vel, a híres filozófussal és íróval, akivel életre szóló barátságot kötött. Monod a háború idején kacérkodott a marxista nézetekkel, de 1948-ban Camus kérésére egy cikkben élesen kikelt a liszenkóizmus ellen és "teljességgel abszurdnak" nevezte azt. Később, 1960-ban kémtörténetbe illő módon (láthatatlan tintával írt üzenetekkel kommunikálva, ládában kicsempészve az országból) segített két magyar biológus, Ullmann Ágnes és Erdős Tamás nyugatra szöktetésében.
1970-ben megjelentette nagy feltűnést kiváltó tudományfilozófiai könyvét, a Camus hatását is tükröző "Véletlen és szükségszerűség"-et (Le Hasard et la Nécessité). Ebben az evolúcióelmélet és a molekuláris biológia filozófiai következményeit tárgyalja és a következő konklúziókra jut: 
- az ember létrejötte a véletlen műve, nem pedig valamilyen előzetes tervé
- azok a hitrendszerek, amelyek az utóbbit állítják, többé nem tarthatóak
- ennélfogva a hagyományos hitek erkölcseinek és értékrendszerének nincs alapja és tűrhetetlen ellentmondásokat generálnak a modern társadalmakban
- az embereknek maguknak kell eldönteniük hogyan élnek és tevékenykednek. Az ember képességeinek kibontakoztatására a tudást, kreativitást és szabadságot értékelő társadalom alkalmas leginkább

## Díjai

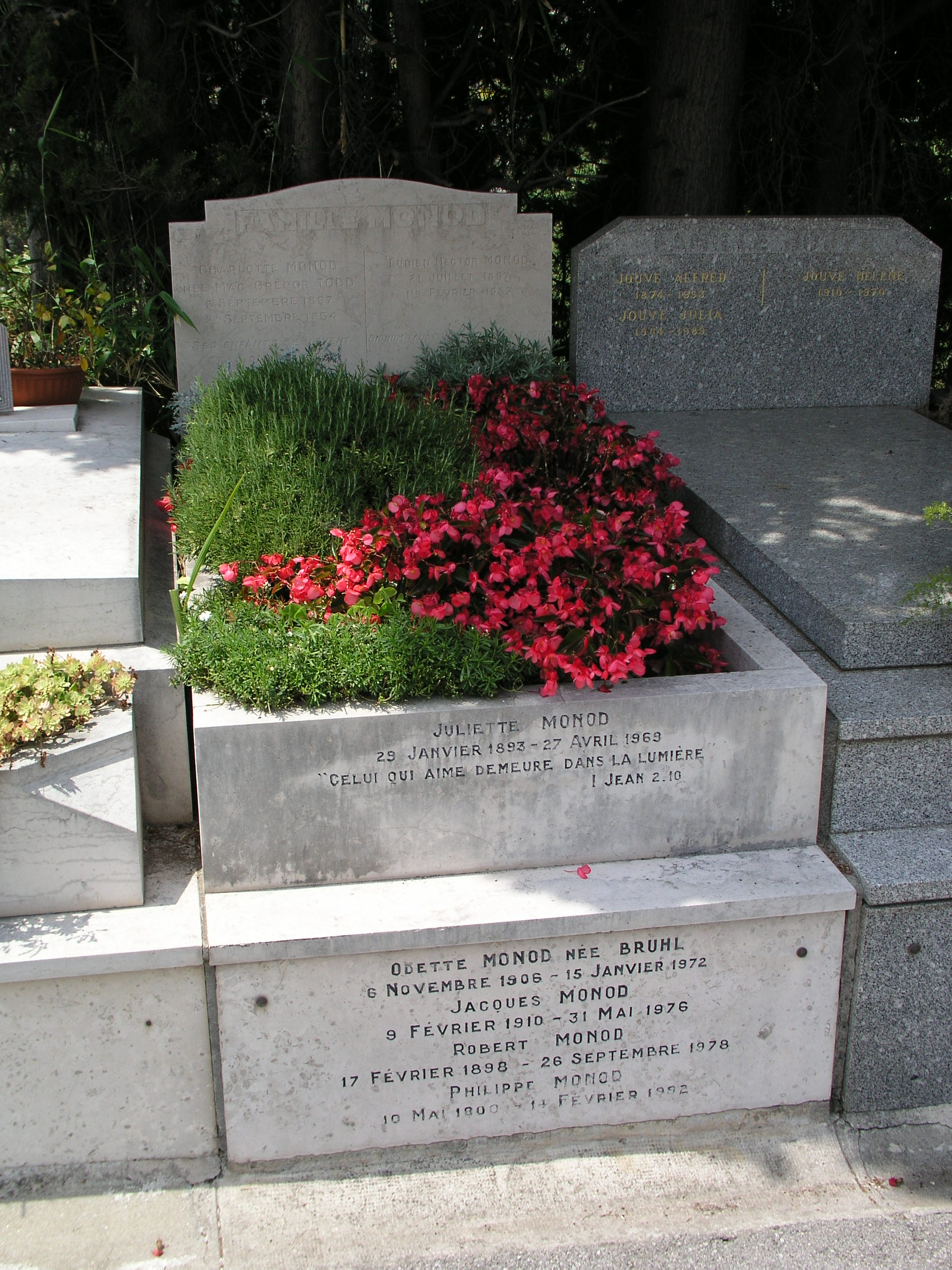
Jacques Monod és családja sírja Cannes-ban

Jacques Monod, François Jacob és André Lwoff 1965-ben orvostudományi Nobel-díjban részesült a gének szabályozására vonatkozó felfedezéseikért. Katonai kitüntetésein kívül a következő elismerésekben részesült: a Francia Tudományos Akadémia Montyon-díja (1955), Louis Rapkine-érem (1958), Akadémiai Pálma-rend (1961), Charles-Léopold Mayer-díj (1962), Becsületrend (polgári, 1963) 

## Családja
Jacques Monod 1938-ban vette feleségül Odette Bruhl régészt és orientalistát. 1939-ben születtek ikerfiaik, Olivier és Philippe. Előbbi geológusi, a másik fizikusi pályát választott.
Jacques Monod 1976. május 31-én halt meg Cannes-ban, leukémia következtében.